# Frente Democrático Nacional
Die Frente Democrático Nacional (FDN; dt.: Nationale Demokratische Front) war ein linkspolitisches Wahlbündnis zur mexikanischen Präsidentschaftswahl 1988 in Mexiko, zu dem sich letztendlich
- die Partido Popular Socialista (PPS),
- die Partido Auténtico de la Revolución Mexicana (PARM),
- die Partido del Frente Cardenista de Reconstrucción Nacional (PFCRN) und
- die Partido Mexicano Socialista (PMS)

zusammenschlossen. Ausschlaggebend für den Zusammenschluss war 1987 die Abspaltung der sogenannten Corriente Democrática (dt.: demokratische Strömung) von der Partido Revolucionario Institucional (PRI), die über die neoliberale Politik des PRI-Kandidaten Carlos Salinas de Gortari unzufrieden war. 
Gemeinsamer Kandidat der FDN war Cuauhtémoc Cárdenas Solórzano. Aus der FDN ging 1989 die Partido de la Revolución Democrática (PRD) hervor.